# Khu công nghiệp Minh Hưng III
| Khu công nghiệp Minh Hưng III | Khu công nghiệp Minh Hưng III               |
| ----------------------------- | ------------------------------------------- |
| Năm thành lập                 | 2008                                        |
| Chủ đầu tư                    | Công ty CP Khu Công nghiệp Cao Su Bình Long |
| Diện tích                     | 291,52 ha                                   |
| Địa chỉ                       | Minh Hưng, Chơn Thành                       |
| Tỉnh                          | Bình Phước                                  |
| Quốc gia                      | Việt Nam                                    |
| Điện thoại                    | +84 271 3645205                             |
| Fax                           | +84 271 3645204                             |
| Hotline                       | 0979 763838                                 |
| Email                         | office@blip.vn                              |
| Website                       | www.blip.vn                                 |
| Facebook                      | www.facebook.com/blip.vn                    |

Khu công nghiệp Minh Hưng III (tên tiếng Anh: Minh Hung III Industrial Park) được thành lập theo Quyết định của Thủ tướng Chính phủ.
Khu công nghiệp Minh Hưng III với diện tích 291,52ha được thành lập vào cuối năm 2008 từ nguồn vốn góp của các công ty thành viên của Tập đoàn Công nghiệp Cao su Việt Nam (VRG), tổng vốn đầu tư 289 tỷ đồng trong đó vốn điều lệ là 120 tỷ đồng.
Điểm mạnh chiến lược trong thu hút đầu tư hình thành bởi các yếu tố như: phát triển cơ sở hạ tầng hiện đại ngay từ khi khởi công xây dựng; vị trí nằm dọc theo quốc lộ 13 - trục giao thông chính đóng vai trò quan trọng trong phát triển kinh tế khu vực, kết nối trực tiếp Quốc lộ 13 (lộ giới 60m) với trục đường chính vào khu công nghiệp (N11) rộng 51m và Quốc lộ 14 tạo thành hệ thống giao thông hoàn chỉnh, thuận lợi cho việc vận chuyển hàng hóa; nằm trong vùng kinh tế trọng điểm với nguồn lao động dồi dào, gần các nguồn nguyên liệu, được hưởng nhiều chính sách miễn giảm thuế trong ưu đãi đầu tư, giá thuê đất thấp…. tạo ấn tượng mạnh thuyết phục các nhà đầu tư.
Hiện tại Khu công nghiệp Minh Hưng III đã thu hút được các dự án đầu tư đến từ Hàn Quốc, Nhật Bản và Việt Nam,...

## Vị trí địa lý
Khu công nghiệp Minh Hưng III tọa lạc tại phường Minh Hưng, thị xã Chơn Thành, tỉnh Bình Phước, nằm trong vùng kinh tế trọng điểm phía Nam với hệ thống giao thông thông suốt:
- Đường quốc lộ 13 đi Thành phố Hồ Chí Minh và sang Campuchia.
- Đường quốc lộ 14 liên thông với các tỉnh Tây Nguyên
- Khi đường Hồ Chí Minh hoàn thành sẽ nối liền với các tỉnh miền Tây Nam bộ
- Đặc biệt dự án đường sắt Xuyên Á đi qua sẽ mở ra nhiều triển vọng cho việc giao lưu hàng hóa không chỉ riêng cho tỉnh Bình Phước mà còn cho cả khu vực miền Đông Nam bộ.[4]

| Điểm đến                           | Khoảng cách | Thời gian di chuyển |
| ---------------------------------- | ----------- | ------------------- |
| Thành phố Hồ Chí Minh              | 80 km       | 90 phút             |
| Trung tâm tỉnh Bình Dương          | 60 km       | 45 phút             |
| Campuchia                          | 80 km       | 90 phút             |
| Sân bay Tân Sơn Nhất               | 90 km       | 100 phút            |
| Cảng sông Thạnh Phước – Bình Dương | 55 km       | 40 phút             |
| Cảng Cát Lái – TP. Hồ Chí Minh     | 100 km      | 120 phút            |

## Điều kiện tự nhiên
- Chiều cao trung bình của đất so với mực nước biển: 78m
- Áp lực đất: 20 tấn/m2
- Độ ẩm trung bình: 80%
- Nhiệt độ trung bình: 31oC
- Lượng mưa trung bình: 2.258 mm
- Không bị ảnh hưởng bởi thiên tai, động đất.

## Diện tích
Tổng diện tích:, trong đó:
Tổng diện tích: 291,43 ha; trong đó đất thương phẩm chiếm 67,28%.

## Hệ thống cấp nước
Hệ thống cấp nước cho KCN công suất 9.000 m3/ngày đêm

## Hệ thống cấp điện
Hệ thống điện 220 kV do điện lực Bình Phước cấp, sẽ được kéo đến chân hàng rào các nhà máy xí nghiệp, được hỗ trợ từ trạm biến áp 110/22kV.

## Hệ thống viễn thông
Hệ thống thông tin liên lạc nội địa, quốc tế đáp ứng nhu cầu viễn thông của nhà đầu tư như điện thoại, internet…

## Hệ thống thoát nước
Có Nhà máy xử lý nước thải với công suất 8.550 m3/ngày đêm, đáp ứng tiêu chuẩn loại A TCVN 5945:2005 trước khi thải ra ngoài môi trường và hệ thống thu gom chất thải rắn hiện đại, đảm bảo cho các công ty hoạt động hiệu quả không gây ô nhiễm ra môi trường.
| STT | Nhà đầu tư                            | Quốc gia             | Vốn đầu tư (Triệu USD) | Diện tích (ha) | Ghi chú                 |
| --- | ------------------------------------- | -------------------- | ---------------------- | -------------- | ----------------------- |
| 1   | Nhà máy MDF VRG Dongwha               | Hàn Quốc và Việt Nam | 160                    | 38,46          | Lớn nhất khu vực Châu Á |
| 2   | Công ty Asathio Vietnam               | Nhật Bản             | 2                      | 1              |                         |
| 3   | Công ty TNHH Tân Hỷ                   |                      |                        |                |                         |
| 4   | Công ty TNHH Long Fa (VN)             |                      |                        |                |                         |
| 5   | Công ty TNHH Sản xuất Năng lượng Xanh |                      |                        |                |                         |
| 6   | Công ty Cổ phần giấy Ưu Việt          |                      |                        |                |                         |